# Álvaro Navarro
Álvaro Damián „Chino” Navarro Bica (ur. 28 stycznia 1985 w Tacuarembó) – urugwajski piłkarz występujący na pozycji napastnika, trener piłkarski.

## Kariera klubowa
Navarro jest wychowankiem akademii juniorskiej klubu Defensor Sporting ze stołecznego Montevideo, do którego pierwszego zespołu został włączony jako siedemnastolatek. W urugwajskiej Primera División zadebiutował w 2002 roku, zaś premierowego gola strzelił 15 grudnia tego samego roku w wygranym 6:1 meczu z Danubio. Przez pierwsze trzy lata pozostawał jednak wyłącznie rezerwowym dla graczy takich jak Gonzalo Vargas, Eliomar Marcón czy Sebastián Taborda, w sezonie 2005 zdobywając z Defensorem wicemistrzostwo Urugwaju. W późniejszym czasie zaczął notować regularne występy, lecz mimo to nie potrafił sobie wywalczyć mocnej pozycji w wyjściowej jedenastce. W sezonie 2007/2008 wywalczył z ekipą prowadzoną przez Jorge da Silvę tytuł mistrza Urugwaju, zaś w sezonie 2008/2009 zanotował drugie w swojej karierze wicemistrzostwo kraju. Ogółem barwy Defensora reprezentował przez osiem lat.
Wiosną 2010 Navarro za sumę 180 tysięcy dolarów przeszedł do argentyńskiego zespołu Gimnasia y Esgrima La Plata. W argentyńskiej Primera División zadebiutował 6 lutego 2010 w przegranej 1:2 konfrontacji z Vélezem Sarsfield, zaś po raz pierwszy wpisał się na listę strzelców 15 maja tego samego roku w zremisowanym 3:3 meczu z Atlético Tucumán. W Gimnasii spędził nieudany rok, będąc głównie rezerwowym, po czym odszedł do ekipy Godoy Cruz Antonio Tomba z miasta Mendoza. Tam występował z kolei przez półtora roku, regularnie pojawiając się na boiskach, jednak nie przebił się na dłuższy okres do pierwszego składu. Bezpośrednio po tym na zasadzie wolnego transferu powrócił do swojego macierzystego Defensora Sporting, gdzie spędził sześć miesięcy w roli rezerwowego.
W styczniu 2013 Navarro został wypożyczony na sześć miesięcy do chilijskiego CD Cobresal z siedzibą w El Salvador. W chilijskiej Primera División zadebiutował 17 lutego 2013 w zremisowanym 2:2 pojedynku z Rangers, a pierwszego gola strzelił 14 kwietnia tego samego roku w przegranym 1:2 spotkaniu z Santiago Wanderers. Jego zespół walczył wyłącznie o utrzymanie w lidze, zachowując status pierwszoligowca tylko dzięki wygranemu dwumeczowi barażowemu. Zaraz po tym jego wypożyczenie zostało przedłużone o rok, podczas którego był podstawowym graczem Cobresalu, tworząc duet napastników z Everem Cantero, lecz nie zdołał osiągnąć żadnych sukcesów. Po tym okresie udał się na kolejne wypożyczenie, tym razem do prowadzonego przez swojego rodaka Mario Saraleguiego ekwadorskiego zespołu CD Olmedo z miasta Riobamba, w którego barwach zadebiutował w tamtejszej Serie A 10 sierpnia 2014 w zremisowanej 1:1 konfrontacji z Emelekiem. Pierwszego gola strzelił natomiast 21 września tego samego roku w zremisowanym 1:1 meczu z LDU Quito, lecz na koniec sezonu 2014 spadł z Olmedo do drugiej ligi ekwadorskiej. Tam grał w jego barwach jeszcze pół roku.
Latem 2015 Navarro na zasadzie wypożyczenia zasilił brazylijskiego drugoligowca Botafogo FR z siedzibą w Rio de Janeiro. Na koniec sezonu 2015, jako najlepszy strzelec tej zasłużonej drużyny, awansował z nią z pierwszego miejsca w tabeli do najwyższej klasy rozgrywkowej, po czym przeniósł się do meksykańskiego klubu Puebla FC. W tamtejszej Liga MX zadebiutował 9 stycznia 2016 w zremisowanym 0:0 pojedynku z Américą, a pierwsze bramki zdobył 6 lutego tego samego roku w wygranym 4:1 spotkaniu z Atlasem, dwukrotnie wpisując się na listę strzelców.

## Kariera reprezentacyjna
W styczniu 2005 Navarro został powołany przez szkoleniowca Gustavo Ferrína do reprezentacji Urugwaju U-20 na Mistrzostwa Ameryki Południowej U-20. Na kolumbijskich boiskach był jednym z ważniejszych graczy swojej ekipy i rozegrał dla niej sześć z dziewięciu możliwych spotkań (z czego cztery w wyjściowym składzie), zdobywając gola w konfrontacji rundy finałowej z Wenezuelą (2:1). Urugwajczycy – mający wówczas w składzie graczy takich jak Fernando Muslera, Diego Godín, Álvaro Pereira czy Cristian Rodríguez – zajęli wówczas piąte miejsce w turnieju, nie kwalifikując się na rozgrywane kilka miesięcy później Mistrzostwa Świata U-20 w Holandii.

## Statystyki kariery
| Defensor Sporting | 2003      | Urugwaj   | Primera División | 17  | 1  | — | —       | —       | —  | —   | 17  | 1  |
| Defensor Sporting | 2004      | Urugwaj   | Primera División | 13  | 0  | — | —       | —       | —  | —   | 13  | 0  |
| Defensor Sporting | 2005      | Urugwaj   | Primera División | 9   | 5  | — | —       | —       | —  | —   | 9   | 5  |
| Defensor Sporting | 2005–2006 | Urugwaj   | Primera División | 30  | 8  | — | —       | CS + CL | 5  | 0   | 35  | 8  |
| Defensor Sporting | 2006–2007 | Urugwaj   | Primera División | 21  | 3  | — | —       | CL      | 1  | 2   | 22  | 5  |
| Defensor Sporting | 2007–2008 | Urugwaj   | Primera División | 16  | 9  | — | —       | CS      | 7  | 1   | 23  | 10 |
| Defensor Sporting | 2008–2009 | Urugwaj   | Primera División | 30  | 12 | — | —       | CL      | 5  | 1   | 35  | 13 |
| Defensor Sporting | 2009–2010 | Urugwaj   | Primera División | 11  | 3  | — | —       | —       | —  | —   | 11  | 3  |
| Gimnasia La Plata | 2009–2010 | Argentyna | Primera División | 5   | 1  | — | —       | —       | —  | —   | 5   | 1  |
| Gimnasia La Plata | 2010–2011 | Argentyna | Primera División | 9   | 1  | — | —       | —       | —  | —   | 9   | 1  |
| Godoy Cruz        | 2010–2011 | Argentyna | Primera División | 15  | 5  | — | —       | CL      | 5  | 0   | 20  | 5  |
| Godoy Cruz        | 2011–2012 | Argentyna | Primera División | 23  | 3  | — | —       | CS + CL | 5  | 1   | 28  | 4  |
| Defensor Sporting | 2012–2013 | Urugwaj   | Primera División | 8   | 1  | — | —       | —       | —  | —   | 8   | 1  |
| Cobresal          | 2013      | Chile     | Primera División | 10  | 3  | 9 | 2       | —       | —  | —   | 19  | 5  |
| Cobresal          | 2013–2014 | Chile     | Primera División | 38  | 8  | — | —       | —       | —  | —   | 38  | 8  |
| Olmedo            | 2014      | Ekwador   | Serie A          | 22  | 7  | — | —       | —       | —  | —   | 22  | 7  |
| Olmedo            | 2015      | Ekwador   | Serie B          | 19  | 11 | — | —       | —       | —  | —   | 19  | 11 |
| Botafogo          | 2015      | Brazylia  | Série B          | 15  | 9  | — | —       | —       | —  | —   | 15  | 9  |
| Puebla            | 2015–2016 | Meksyk    | Liga MX          | 10  | 2  | — | —       | CL      | 2  | 0   | 12  | 2  |
| Puebla            | 2016–2017 | Meksyk    | Liga MX          | 0   | 0  | 0 | 0       | —       | —  | —   | 0   | 0  |
| Ogółem            |           |           |                  |     |    |   |         |         |    |     |     |    |
| Urugwaj           | Urugwaj   | Urugwaj   | 157              | 42  | —  | — | CS + CL | 18      | 4  | 175 | 46  |    |
| Argentyna         | Argentyna | Argentyna | 62               | 10  | —  | — | CL + CS | 10      | 1  | 72  | 11  |    |
| Chile             | Chile     | Chile     | 48               | 11  | 9  | 2 | —       | —       | —  | 57  | 13  |    |
| Ekwador           | Ekwador   | Ekwador   | 41               | 18  | —  | — | —       | —       | —  | 41  | 18  |    |
| Brazylia          | Brazylia  | Brazylia  | 15               | 9   | —  | — | —       | —       | —  | 15  | 9   |    |
| Meksyk            | Meksyk    | Meksyk    | 10               | 2   | 0  | 0 | CL      | 2       | 0  | 12  | 2   |    |
| Ogółem            | Ogółem    | Ogółem    | Ogółem           | 333 | 92 | 9 | 2       | CS + CL | 30 | 5   | 372 | 99 |

- CS – Copa Sudamericana
- CL – Copa Libertadores